# Żabicko (przystanek kolejowy)
Żabicko – zlikwidowany przystanek kolejowy w Żabicku na linii kolejowej Strzelce Krajeńskie – Lubiana, w województwie lubuskim.